# カヤージ
カヤージ (Kahyasi) はアイルランド生まれの競走馬および種牡馬である。

## 経歴

### 競走馬時代
1987年に競走馬デビューし、デビュー戦で初勝利を挙げた。その後3連勝で1988年のダービートライアルステークスを制し重賞初勝利を挙げた。続くダービーステークスとアイルランドダービーも制し、ニエル賞で2着、凱旋門賞で6着となったのを最後に競走馬を引退した。

### 種牡馬時代
1989年より種牡馬入りし、アイルランドのギルタウンスタッドとフランスのボネヴァル牧場・アガカーンスタッドで繋養され、フランスオークスを制したヴェレーヴァやザインタ、障害競走の名馬カラジなどを輩出した。牡馬の活躍馬は少なくパリ大賞典を制したカルケヴィくらいが挙げられる。
2008年6月12日、腫瘍の為安楽死処置が取られた。23歳だった。

## 年度別競走成績
- 1987年 1戦1勝
- 1988年 6戦4勝
  - 1着 ダービートライアルステークス (G3) 、イギリスダービー (G1) 、アイルランドダービー (G1)
  - 2着 ニエル賞 (G2)

## 主な産駒
- ヴェレーヴァ（フランスオークス）
- ザインタ（フランスオークス、サンタラリ賞）
- カラジ（2005年 - 2007年 中山グランドジャンプなど）
- カルケヴィ（パリ大賞）
- チョックアイス（E.P.テイラーステークス）
- エンゼリ（アスコットゴールドカップ）
- カスバブリス（カドラン賞）

ブルードメアサイアーとしてのおもな産駒は以下のとおり。
- ダンシリ、バンクスヒル、カシーク、ヒートヘイズ、シャンゼリゼ、インターコンチネンタル（母Hasili）
- ヘレンマスコット（母Razana）
- ザルカヴァ（母Zarkasha）

## 血統表
| カヤージの血統（ニジンスキー系/Nearco 5×5×5=9.38%、Menow 5×5=6.25%） | カヤージの血統（ニジンスキー系/Nearco 5×5×5=9.38%、Menow 5×5=6.25%） | カヤージの血統（ニジンスキー系/Nearco 5×5×5=9.38%、Menow 5×5=6.25%） | （血統表の出典）   | （血統表の出典） |
| 父 *イルドブルボン Ile de Bourbon 1975 黒鹿毛                        | 父の父Nijinsky II 1967 鹿毛                                          | Northern Dancer                                                      | Nearctic           | Nearctic         |
| 父 *イルドブルボン Ile de Bourbon 1975 黒鹿毛                        | 父の父Nijinsky II 1967 鹿毛                                          | Northern Dancer                                                      | Natalma            |                  |
| 父 *イルドブルボン Ile de Bourbon 1975 黒鹿毛                        | 父の父Nijinsky II 1967 鹿毛                                          | Flaming Page                                                         | Bull Page          | Bull Page        |
| 父 *イルドブルボン Ile de Bourbon 1975 黒鹿毛                        | 父の父Nijinsky II 1967 鹿毛                                          | Flaming Page                                                         | Flaring Top        |                  |
| 父 *イルドブルボン Ile de Bourbon 1975 黒鹿毛                        | 父の母Roseliere 1965                                                 | Misti                                                                | Medium             | Medium           |
| 父 *イルドブルボン Ile de Bourbon 1975 黒鹿毛                        | 父の母Roseliere 1965                                                 | Misti                                                                | Mist               |                  |
| 父 *イルドブルボン Ile de Bourbon 1975 黒鹿毛                        | 父の母Roseliere 1965                                                 | Peace Rose                                                           | Fastnet Rock       | Fastnet Rock     |
| 父 *イルドブルボン Ile de Bourbon 1975 黒鹿毛                        | 父の母Roseliere 1965                                                 | Peace Rose                                                           | La Paix            |                  |
| 母 Kadissya 1979 鹿毛                                                | 母の父Blushing Groom 1974                                            | Red God                                                              | Nasrullah          | Nasrullah        |
| 母 Kadissya 1979 鹿毛                                                | 母の父Blushing Groom 1974                                            | Red God                                                              | Spring Run         |                  |
| 母 Kadissya 1979 鹿毛                                                | 母の父Blushing Groom 1974                                            | Runaway Bride                                                        | Wild Risk          | Wild Risk        |
| 母 Kadissya 1979 鹿毛                                                | 母の父Blushing Groom 1974                                            | Runaway Bride                                                        | Aimee              |                  |
| 母 Kadissya 1979 鹿毛                                                | 母の母Kalkeen 1974 黒鹿毛                                            | Sheshoon                                                             | Precipitation      | Precipitation    |
| 母 Kadissya 1979 鹿毛                                                | 母の母Kalkeen 1974 黒鹿毛                                            | Sheshoon                                                             | Noorani            |                  |
| 母 Kadissya 1979 鹿毛                                                | 母の母Kalkeen 1974 黒鹿毛                                            | Gioia                                                                | Crepello           | Crepello         |
| 母 Kadissya 1979 鹿毛                                                | 母の母Kalkeen 1974 黒鹿毛                                            | Gioia                                                                | Bara Bibi F-No.5-e |                  |

- 近親には、半妹にサニングデールの母であるカディザデー（父Darshaan）がいる。